# CD Vídeo
O CD Vídeo (também chamado de CDV ou CD-V) é um formato híbrido que combina as tecnologias do CD e do Laserdisc. O CD-V tem o mesmo tamanho de um CD, mas difere desse último pela cor dourada. Contém 20 minutos de áudio em formato CD e 5 minutos de vídeo em formato Laserdisc. As faixas de áudio podem ser ouvidas em qualquer leitor de CD, enquanto que para reproduzir as faixas de vídeo é necessário um leitor de discos laser compatível com CD-V. Um dos primeiros players a aceitar o CD-V foi o Pionner CLD-1010, em 1987.
O formato CD-V durou apenas alguns anos no mercado, e caiu em desuso a partir de 1991.